# Israëlisch kenteken
Het huidige Israëlische kenteken voor particulieren is geel van kleur en bestaat uit 7 cijfers (2 cijfers een punt 3 cijfers een punt 2 cijfers) in het zwart. Aan de linkerzijde een blauw vlak met de letters IL in het wit, met daarboven de Israëlische vlag en daaronder Hebreeuwse en Arabische tekens. De oude kentekenplaat was zonder het blauwe vlak.
De politie heeft zijn eigen kentekenplaten, rood van kleur en witte cijfers met een Hebreeuws teken.
Het leger heeft donkerblauwe platen met witte letters.
Diplomatieke kentekenplaten zijn wit van kleur met zwarte letters en er staat duidelijk CD of CC op.
Daarnaast zijn de handelaarskentekens, wit met rode cijfers en Hebreeuwse tekens.

## Afbeeldingen van Israëlische kentekenplaten

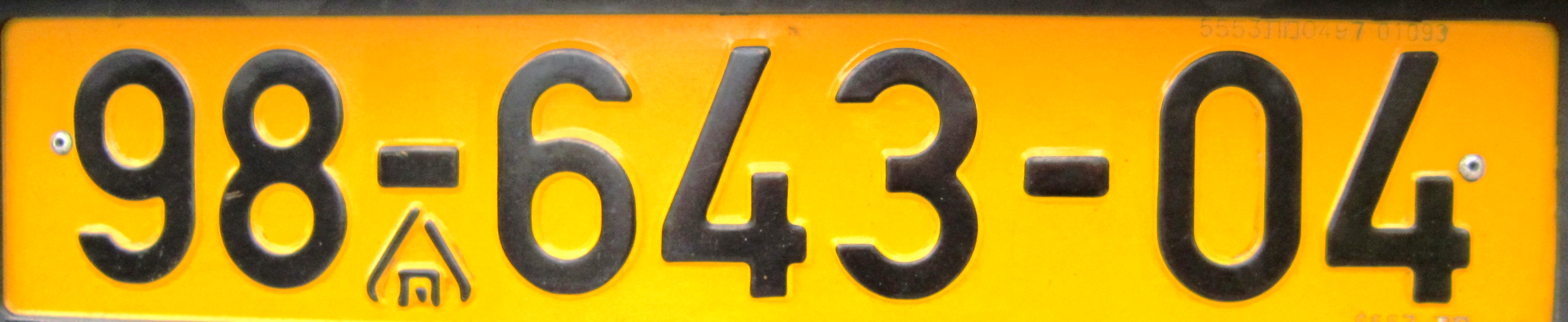
Oude kentekenplaat
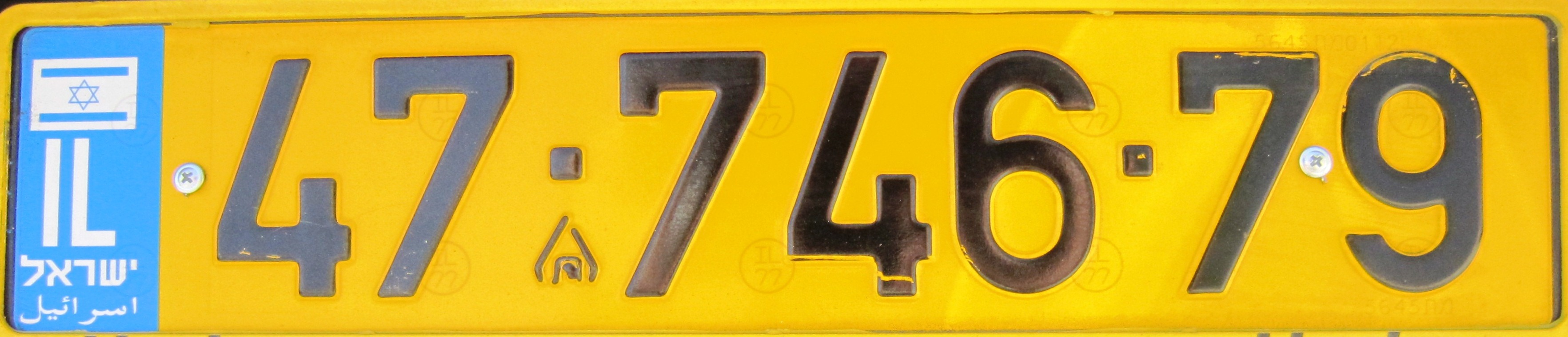
Huidig particulierkenteken
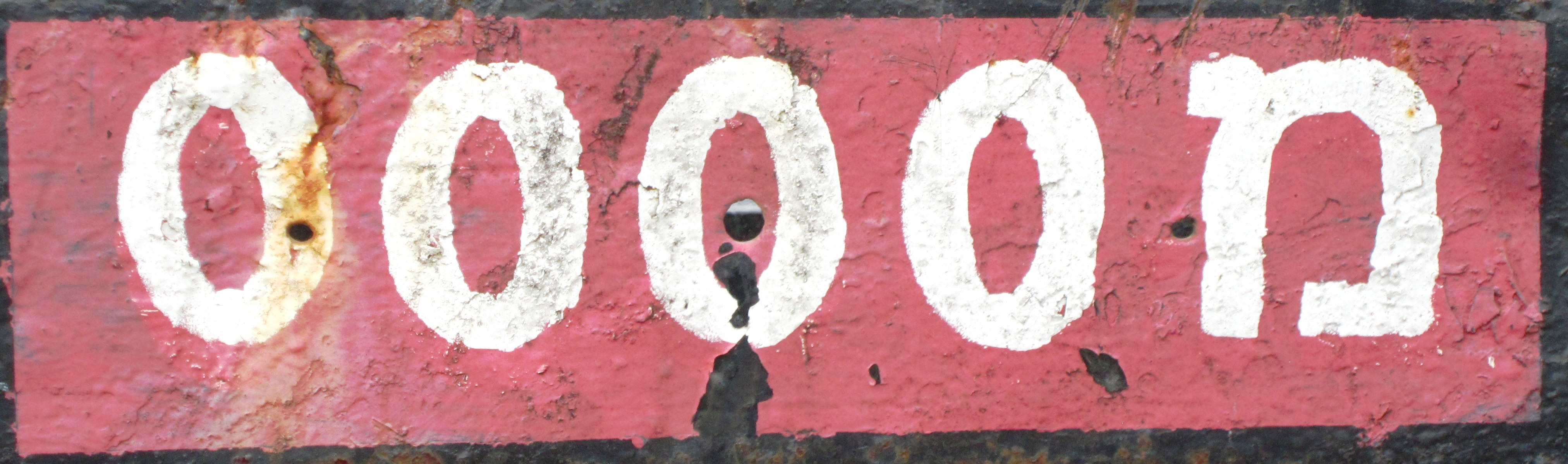
Oud politiekenteken
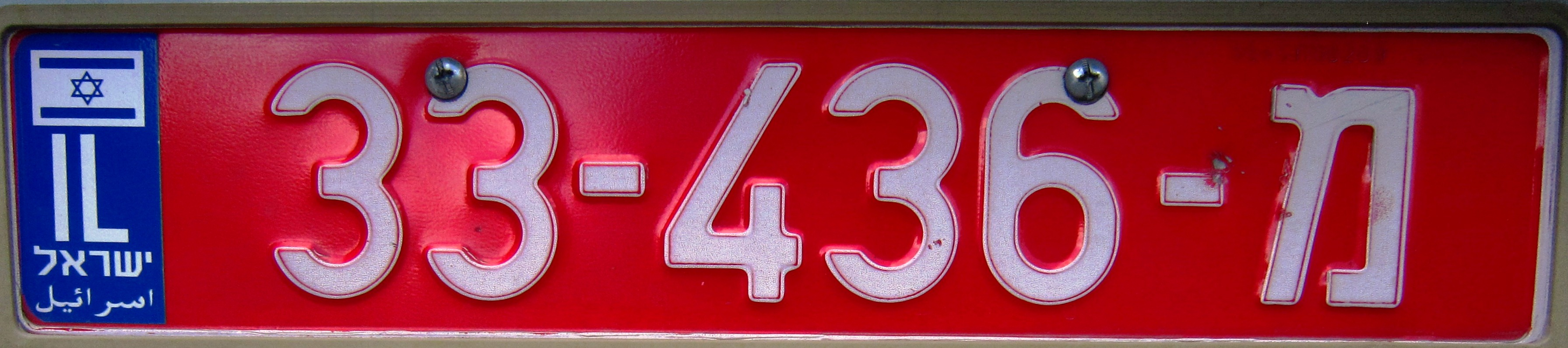
Nieuw politiekenteken
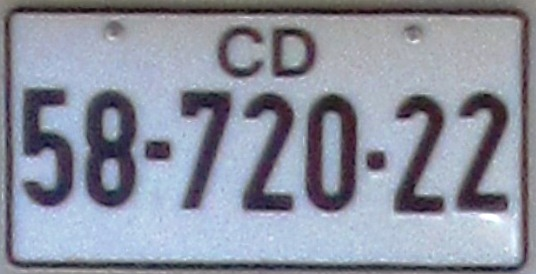
CD kenteken
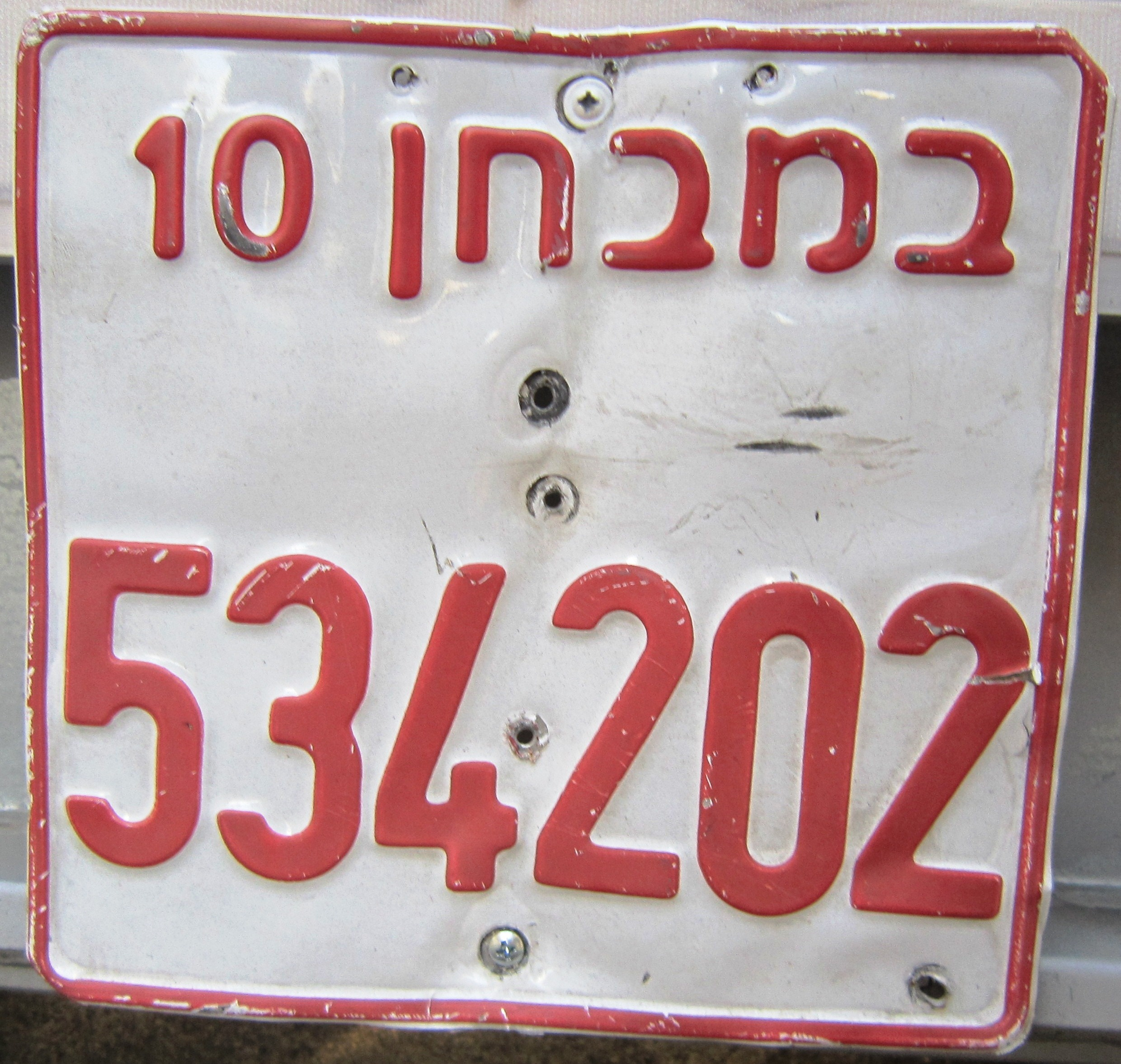
oud handelaarskenteken
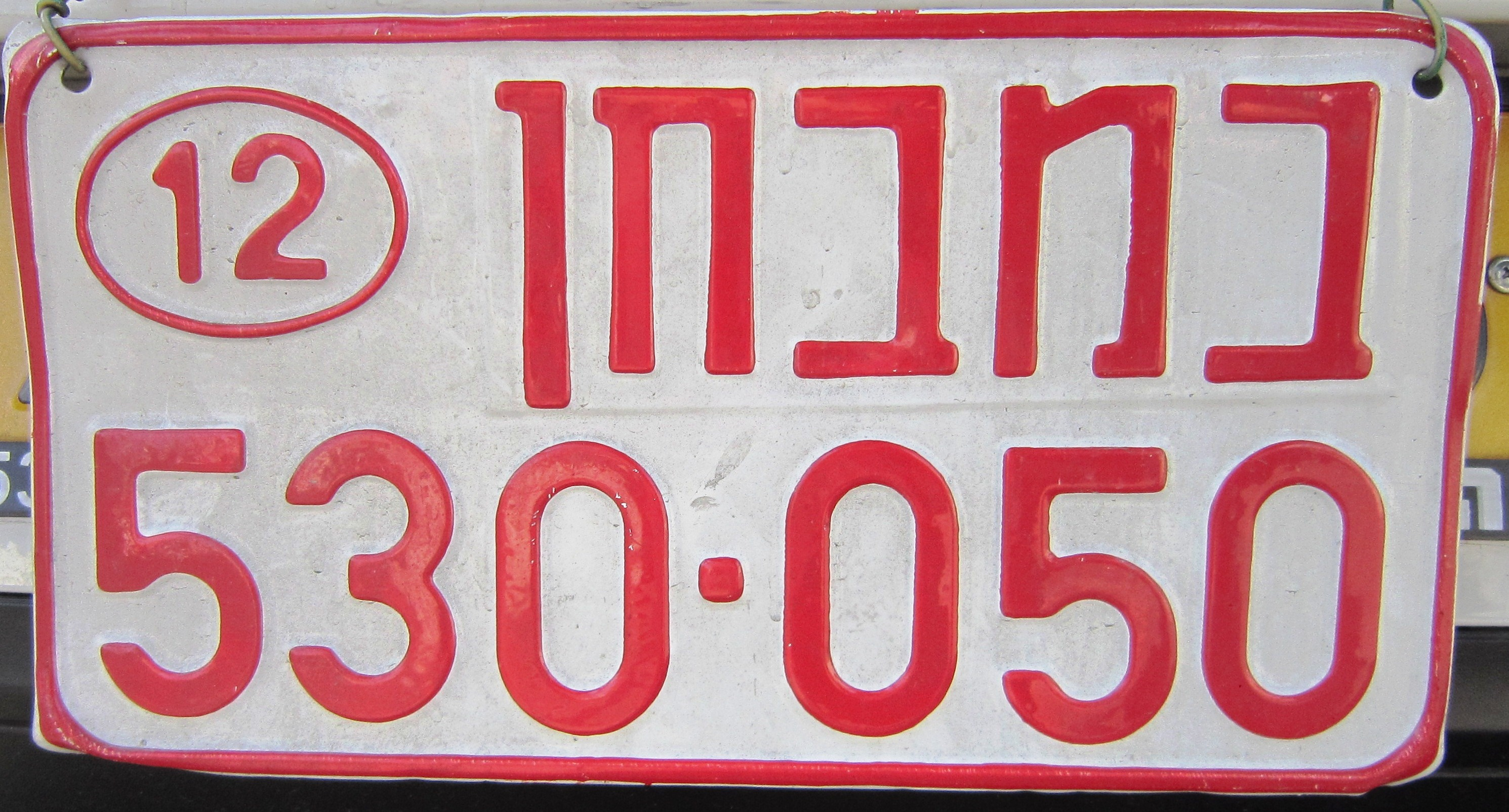
Nieuw handelaarskenteken